# Ceratoplectus armatus
Ceratoplectus armatus är en rundmaskart. Ceratoplectus armatus ingår i släktet Ceratoplectus, och familjen Plectidae. Arten är reproducerande i Sverige.